# ディナウディオ
ディナウディオ（Dynaudio）は、1977年に創業したデンマークの高級スピーカー・メーカーである。
ディナウディオの当初の製品は、独自のクロスオーバーにOEMのドライバーを組み合わせたものであったが、後に自社でドライバーを製作するようになり、現在では数多くのメーカーに対してユニットを供給するドライバー・ユニット・デベロッパーとしても知られている。
また、ディナウディオは、1994年からカーオーディオ用スピーカーを販売しており、現在では、カーオーディオ製品が年間売り上げの25%を占めている。
さらに、プロフェッショナル・オーディオ市場向けには、ディナウディオ・アコースティックス（Dynaudio Acoustics ）という子会社が設立されており、録音スタジオ用のモニター等の製品開発と販売を行っている。2004年には、ディナウディオ・アコースティックスのスピーカーがBBCのスタジオの新たなモニター・レファレンス・スピーカーに採用された。
量感のある低音と、それでいて聴き疲れしないまろやかでフラットな音が特徴である。
Dynaudioのスローガンは、"Danes don't lie." (デンマーク人は嘘をつかない。) である。

## ギャラリー

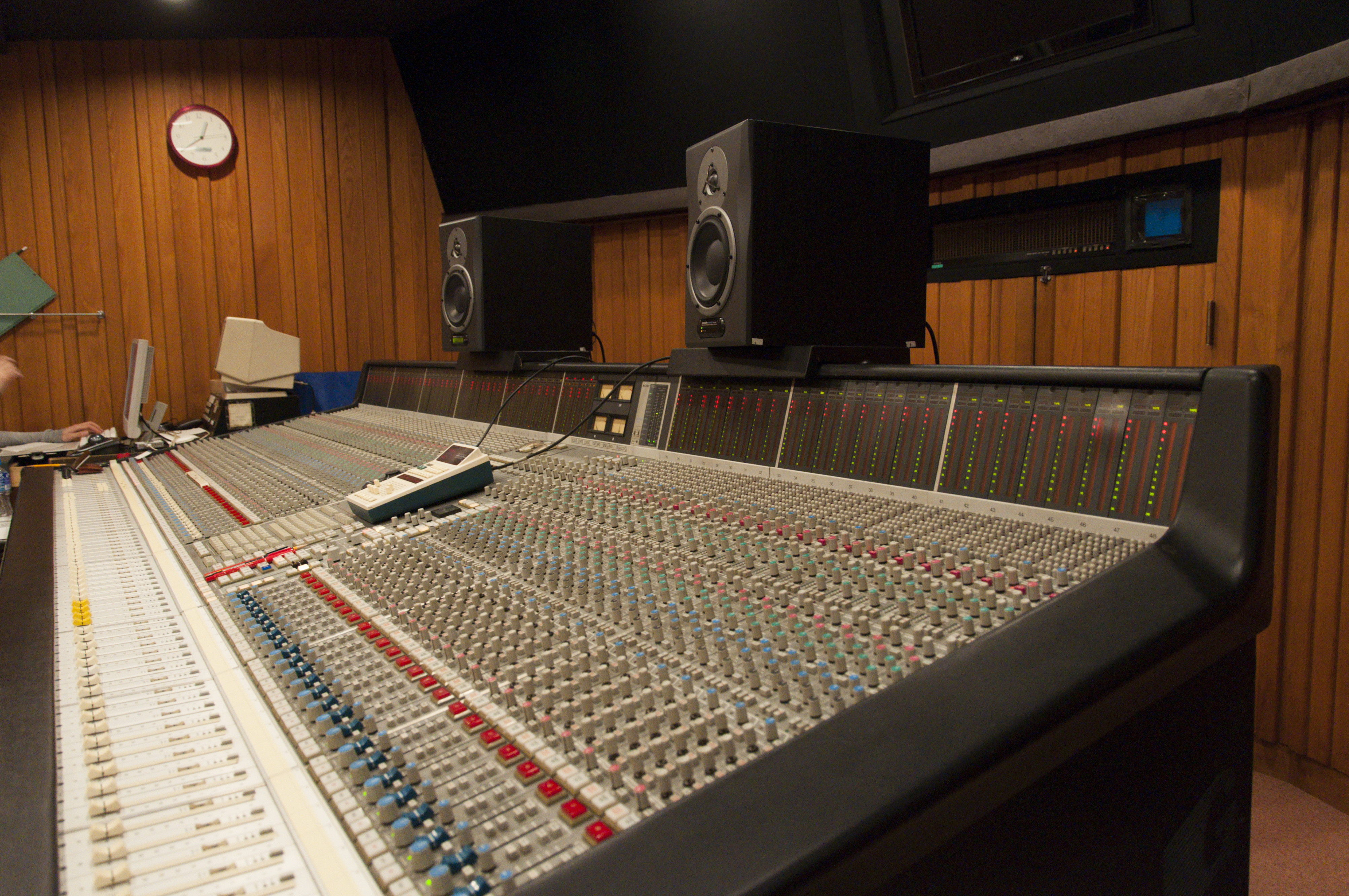
Dynaudio AIR6
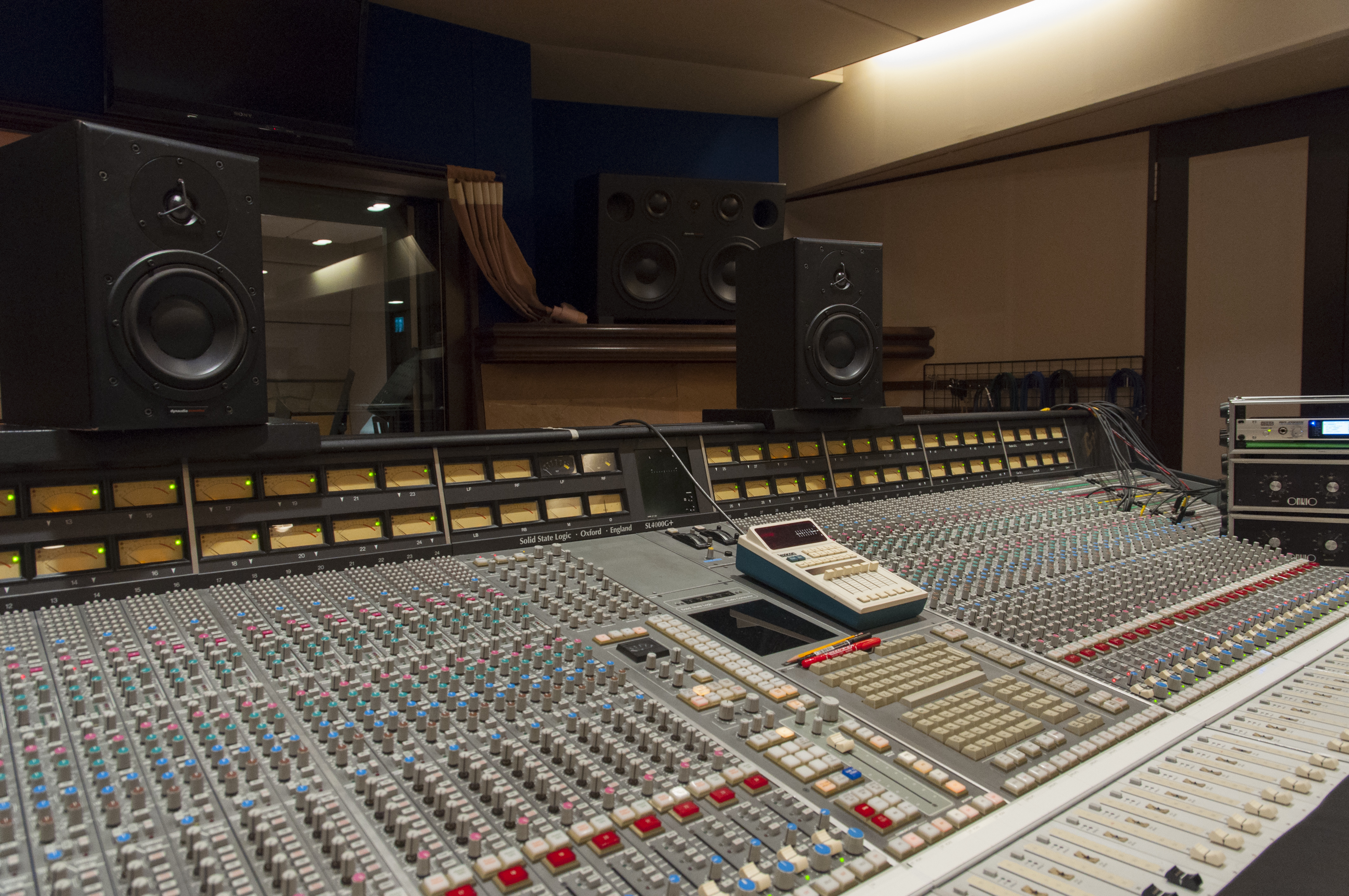
Dynaudio BM6
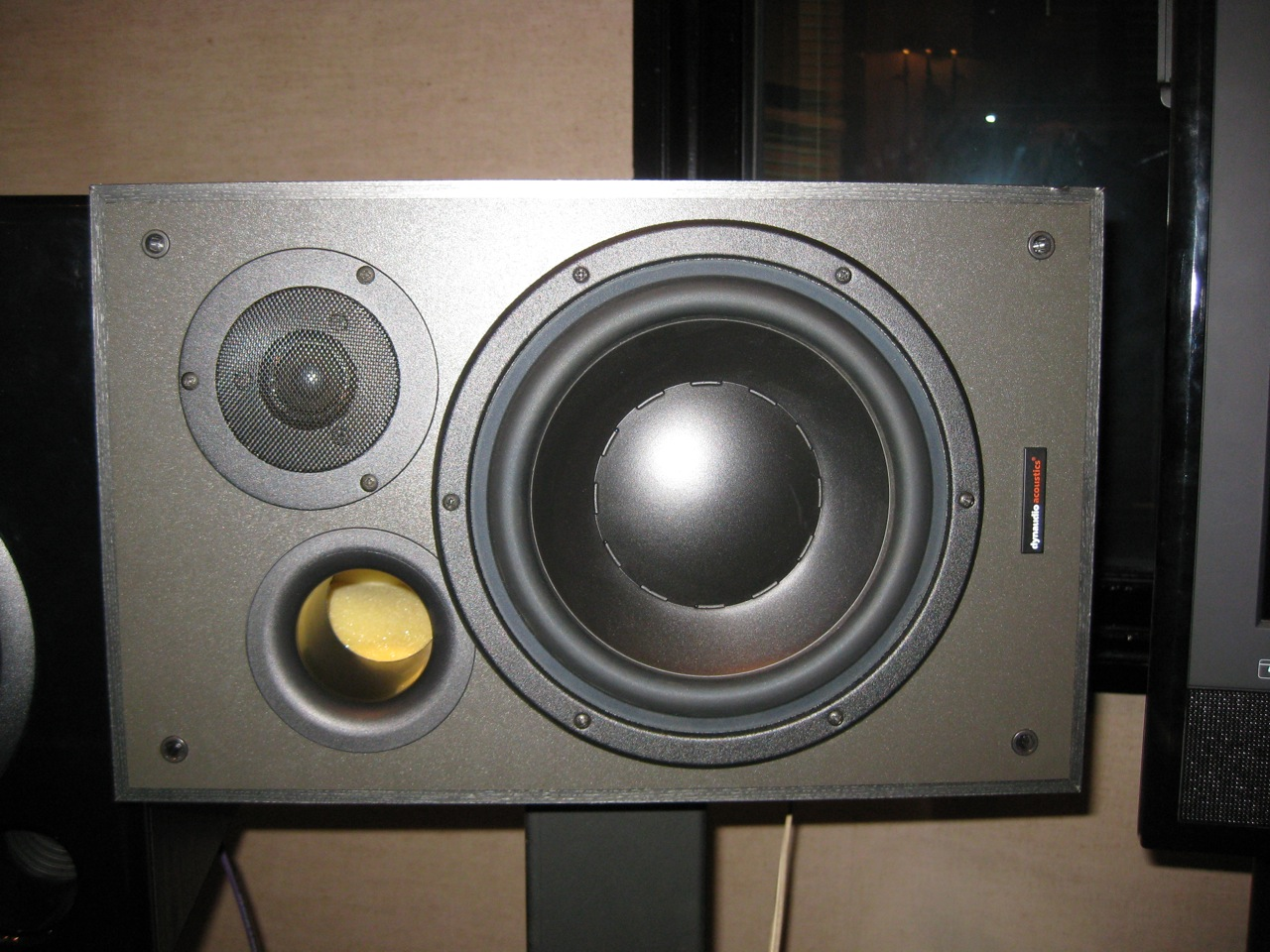
Dynaudio BM15P
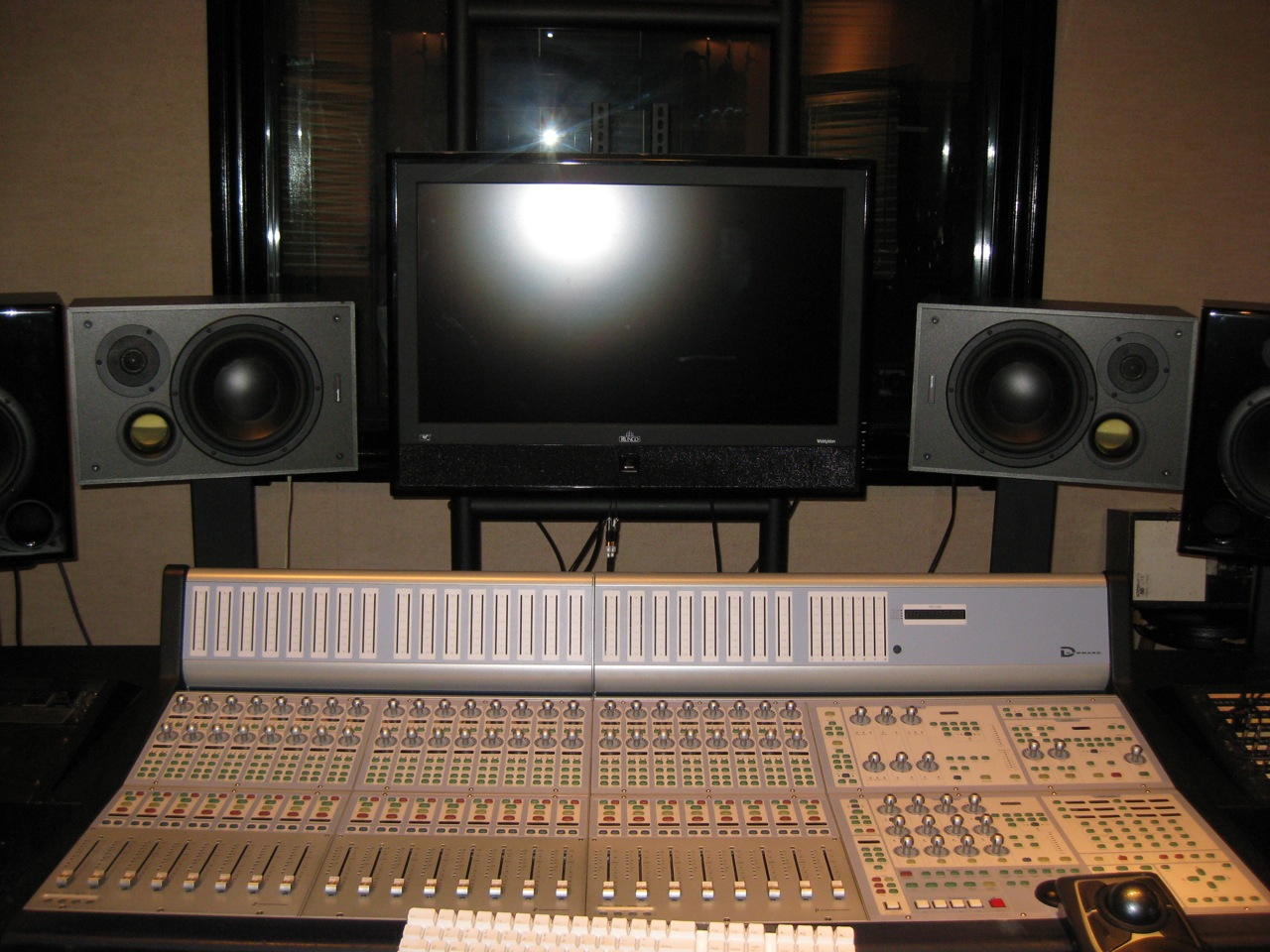
Dynaudio BM15P